# Ditrichum spinulosum
Ditrichum spinulosum là một loài rêu trong họ Ditrichaceae. Loài này được Dixon mô tả khoa học đầu tiên năm 1935.